# 네스토르 아라우호
네스토르 알레한드로 아라우호 라소(스페인어: Néstor Alejandro Araujo Razo, 1991년 8월 29일 ~ )는 멕시코의 축구 선수이다. 포지션은 센터백이다. 현재 멕시코 리가 MX의 클루브 아메리카 소속이다.